# Leonardo Capriani
Leonardo Capriani es un deportista venezolano que compitió en taekwondo. Ganó dos medallas de bronce en el Campeonato Panamericano de Taekwondo en los años 1988 y 1990.

## Palmarés internacional
| Campeonato Panamericano | Campeonato Panamericano | Campeonato Panamericano | Campeonato Panamericano |
| Año                     | Lugar                   | Medalla                 | Categoría               |
| ----------------------- | ----------------------- | ----------------------- | ----------------------- |
| 1988                    | Lima (Perú)             | Medalla de bronce       | –58 kg                  |
| 1990                    | Bayamón (Puerto Rico)   | Medalla de bronce       | –58 kg                  |